# 양건모 (바둑 기사)
양건모(梁建模, 1939년 12월 24일 ~ 2003년 1월 14일)은 2003년 사망한 바둑 기사이다.

## 약력
부산광역시 태생으로, 지난 1961년에 입단, 제16대 기사회장을 역임한 바 있으며, 테크론배(舊 LG정유배)(현 GS칼텍스배)의 관전필자로 활동했으며, 1999년 2월 24일 일신상의 이유로 프로기사직을 사퇴하기 전에 바둑보급과 발전한 기사였다. 